# Abd-el-Kader (Roman)
Abd-el-Kader: Roman aus dem marokkanischen Atlas ist ein von John Knittel im Jahre 1930 im englischen Original unter dem Titel Midnight People veröffentlichter Roman.

## Inhalt
Auf einer Inspektionsfahrt werden der Oberkommandierende im südlichen Marokko, General de Sonloup, und seine Tochter Renée von den Kämpfern Abd-el-Kaders überfallen und entführt. Die Gefangenen werden in den Ort Chechrell im Innern des Atlas-Gebirges gebracht, dem Zentrum von Abd-el-Kaders Machtbereich. Es soll ein Lösegeld für den General erpresst werden, mit dem Abd-el-Kader seinen Freiheitskampf gegen das Kolonialregime Frankreichs weiter finanzieren will. Während Renée unter komfortablen Bedingungen im Harem Abd-el-Kaders gefangen gehalten wird, leidet der General unter erbärmlichen Bedingungen im Gefängnis.
Der Umstand, dass er zwar militärische Erfolge erzielt, aber einen Mangel an Munition und Geld hat, veranlasst Abd-el-Kader zu einer diplomatischen Mission nach Fez ins französische Hauptquartier – die er inkognito selbst unternimmt. Der Vorschlag einer Gebietsaufteilung und Anerkennung seiner Herrschaft stößt dort auf Ablehnung. Abd-el-Kader reist ohne Ergebnis ab.
General de Sonloup bekommt während der Abwesenheit Abd-el-Kaders Hilfe von dessen Mutter Fatima, die in jungen Jahren dessen Geliebte gewesen war und deren gemeinsamer Sohn Abd-el-Kader ist – was sie als Geheimnis wahrt. Sie besticht die Wärter und versorgt ihn mit Essen. Renée und Abd-el-Kader, die nichts von ihrer Verwandtschaft wissen, empfinden Sympathie füreinander. Sie kann sein Vertrauen und das seiner Kinder gewinnen. Über das Schicksal ihres Vaters wird sie weiterhin im Unklaren gelassen. Dessen Gesundheitszustand hat sich auf Grund der Haftbedingungen verschlechtert. Renée kann ihm aber ein Paket zukommen lassen, in welchem sie eine Pistole einschmuggelt.
Nach der Rückkehr Abd-el-Kaders aus Fez geht der Kleinkrieg erfolgreich weiter und sein Ansehen in der Bevölkerung steigt. Während der Vorbereitung eines Festes wird die Stadt bombardiert. Bei dem Luftangriff wird sein kleiner Sohn getötet. Abd-el-Kader wird zum Emir gewählt und ruft den Djihad aus. Renée begleitet ihn auf seinem Feldzug gegen die Franzosen.
In der Zwischenzeit verhilft die Mutter Fatima dem General zur Flucht und bringt ihn bei einem ihrer Vertrauten unter. Dort erfährt Sonloup ihre Identität und errät das Geheimnis von Abd-el-Kaders Abstammung. Der Ort wird ein zweites Mal bombardiert. Renée überredet Abd-el-Kader zu einem neuerlichen Vergleich mit den Franzosen und bietet sich als Unterhändlerin an. Sie reist ins französische Hauptquartier nach Fez, aber auch ihr Vermittlungsversuch ist vergeblich.
Nach der gemeinsamen Rückkehr werden Abd-el-Kader und Renée begeistert empfangen. Die Bevölkerung honoriert Renées Einsatz für einen Frieden. In der Menschenmenge trifft sie auf ihren Vater, der ihr Verrat an Frankreich vorwirft. Er verlangt eine Unterredung mit Abd-el-Kader. Dieser ahnt nichts Böses und empfängt den General allein. De Sonloup nennt ihn einen Rebellen und Feind Frankreichs. Er zieht seine Waffe und erschießt ihn. Von der hereinstürmenden Wache wird er selbst getötet.
Als Renée im Palast eintrifft, sieht sie, wie die Frauen Abd-el-Kaders sich vom Turm hinabstürzen. Sie läuft hinauf und kann die kleine Tochter Abd-el-Kaders retten.

## Historische Vorlage
John Knittel hat die Person Abd-el-Kader für eine Handlung benutzt, die er in die 1920er Jahre im südlichen Marokko verlegt. Der historische Abd-el-Kader kämpfte in den 30er und 40er Jahren des 19. Jahrhunderts in Algerien und starb betagt in Damaskus.

## Ausgaben
- John Knittel: Abd-el-Kader : Roman aus dem marokkanischen Atlas. Orell Füssli Verlag, Zürich 1930.
- John Knittel: Abd-el-Kader : Roman aus dem marokkanischen Atlas. Wilhelm Heyne Verlag, München 1993.

John Knittel: Abd-El-Kader: Roman aus dem marokkanischen Atlas. Im Bertelsmann Lesering, Wolfgang Krüger Verlag, Hamburg, 1956